# ساو بيدرو دا أونياو
ساو بيدرو دا أونياو بلدية في ولاية ميناس جيرايس في المنطقة الجنوبية الشرقية من البرازيل.